# I briganti (fumetto)
I briganti è un ciclo di storie a fumetti realizzato da Magnus.
La trama della serie è tratta da un romanzo cinese del XIV secolo che narra vicende risalenti a duecento anni prima. Il titolo originale del romanzo è Shui hu chuan, noto in occidente come I briganti, lo stesso titolo che verrà ripreso da Magnus.
I briganti costituisce, soprattutto per i primi capitoli, un curioso esperimento: la trama è romanzesca e avventurosa, ma l'attenzione è anche rivolta alla rappresentazione del popolo e della sua condizione. L'autore si allontana dalla storia originale, traslandola in un'epoca sospesa tra passato e futuro. Ad ambientazioni talvolta medievaleggianti si affiancano motociclette, astronavi e carri armati. L'opera anticipa temi e motivi che Magnus avrebbe sviluppato nei suoi successivi lavori: Lo Sconosciuto per il gusto dell'avventura e l'attenzione alla società civile, Milady per la fantascienza, Le 110 pillole e le Femmine incantate per l'ambientazione orientale.

## Storia editoriale
Dal 1973 al 1975 Magnus realizza i primi nove capitoli della serie, lavorando però a singhiozzo, mentre porta avanti anche il primo ciclo de Lo Sconosciuto. Tra il 1976 e il 1978 dà vita alla Compagnia della Forca, ritagliandosi il tempo per completare altri tre capitoli dell'epopea. La prima pubblicazione, a puntate, risale al novembre del 1978 (cinque anni dopo la stesura delle prime tavole) sul periodico FAN, che nel 1979 edita anche un'edizione in volume dei primi dodici capitoli. La saga riprende nel 1987 sul periodico Comic Art, con la pubblicazione del nuovo capitolo Tutti gli uomini della legge; l'anno seguente viene pubblicata la quarta parte, Governanti e rivali.
Erano stati previsti altri due atti, La missione divina e La battaglia dei cento reggimenti, che non vennero mai realizzati. Presero il sopravvento altri progetti a cui Magnus teneva di più, tra cui il Texone. Magnus, che da adolescente era un accanito lettore della fantascienza a fumetti, ha dedicato idealmente questa opera a Flash Gordon: in alcune scene si vedono richiami ai disegni e allo stile di Alex Raymond.

## Trama
Al centro del fumetto c'è la storia di una banda di briganti che minacciano il potere imperiale, rifugiati nei territori paludosi della Cina. Sullo sfondo c'è una gerarchia di governanti subdoli e corrotti e un popolo stremato dalla miseria e dalle ingiustizie.

## Edizioni
- I briganti, L'Isola Trovata, 1987-1990, 4 volumi.
- I briganti, Granata Press, 1994.
- I briganti, Rizzoli Lizard, 2013.
- I briganti, Mondadori Comics, 2018.